# Olympic Club de Safi
O Olympic Club de Safi é um clube de futebol com sede em Safi, Marrocos. A equipe compete no Campeonato Marroquino de Futebol.

## História
O clube foi fundado em 1921.

## Treinadores
- Alain Geiger (Abril 27, 2007 – Dec 3, 2007)
- Youssef Lemrini (Jan 10, 2013 – June 20, 2013)
- Badou Zaki (July 1, 2013 – Dec 17, 2013)
- Youssef Fertout (Dec 24, 2013 – June 19, 2014)
- Hicham El Idrissi (June 21, 2014– Mars 10 2014)
- Youssef Fertout (Mars 10, 2013 – août 29, 2014)
- Aziz El Amri (Agosto 29, 2014 – Abril  20, 2016)
- Hicham dmii (Abril 20, 2016 – ????)